# Ауто магазин (часопис)
Ауто магазин је српски аутомобилски часопис. Часопис је штампан у Београду, на Новом Београду. Почео је да излази од 2008. године.

## Историјат
Ауто магазин, најстарији српски аутомобилски часопис. У часопису се може наћи све о аутомобилима, мотоциклима и камионима. Заступљене су све аутомобилске компаније које раде на тржишту Србије (Киа, Шкода, Мерцедес, Ауди, ВW, Тојота, Форд, Сузуки, и тако даље), затим произвођача опреме (Пирели, Бош), до партнера какви су Мишлен,  Федерал Могул и многе друге реномиране марке.

### Профил читалаца
Ауто магазина обухвата циљну групу коју чине млади, образовани, и потрошачки оријентисани људи.

## Периодичност излажења
Магазин излази једном месечно.

## Место издавања и штампарија
Магазин је штампан на Новом Београду у Агенцији "Графит".